# Cicindela ocellata
Cicindela ocellata är en skalbaggsart som beskrevs av Johann Christoph Friedrich Klug 1834. Cicindela ocellata ingår i släktet Cicindela och familjen jordlöpare.

## Underarter
Arten delas in i följande underarter:
- C. o. ocellata
- C. o. rectilatera